# Aufnahme (Sport)
Aufnahme bezeichnet in bestimmten Sportarten einen Spielabschnitt.

## Pétanque
Im Pétanque wird eine Aufnahme als derjenige Spielabschnitt bezeichnet, in dem alle Spieler alle Kugeln spielen. Im Tête-à-tête (Einzel) werden 6 Kugeln (zwei Personen mit je 3 Kugeln) gespielt; es können maximal 3 Punkte erzielt werden. Im Doublette und im Triplette werden 12 Kugeln (Zwei Teams mit je 6 Kugeln). Es können maximal 6 Punkte erzielt werden.
Gerät die Zielkugel, das Cochonnet, ins Aus, wird die Aufnahme vorzeitig beendet. Haben beide Mannschaften noch Kugeln oder hat keine Mannschaft mehr Kugeln, bekommt keine der beiden Mannschaften Punkte (Null-Aufnahme). Hat nur noch eine Mannschaft Kugeln, werden diese als Punkt gezählt.
Hat nur noch eine Mannschaft Kugeln, ist die Aufnahme und das Spiel beendet, wenn deren bisherigen Punkte zusammen mit den Punkten „am Boden“ 13 ergeben.

## Ähnliche Begriffe: End, Kehre
Ähnliche Spielabschnitte werden in anderen Sportarten als End (z. B. im Curling) und Bowls oder Kehre (Stockschießen) genannt.

## Billard
Im Billard ist die Aufnahme derjenige Spielabschnitt, in der ein Spieler ununterbrochen am Tisch steht, ohne dass der Gegner einen Stoß ausgeführt hat.
- siehe auch Liste der Snooker-Begriffe#Aufnahme (Turn), Liste der Karambolage-Begriffe#A, Billard-Terminologie#A